# Philippe Chatrier
Philippe Chatrier, né le 2 février 1928 à Créteil et mort le 23 juin 2000 à Dinard, est un ancien joueur de tennis français, devenu journaliste et dirigeant sportif.

## Biographie
Jeune joueur de tennis déjà champion de France juniors en 1945, Philippe Chatrier prend part à des matchs de Coupe Davis avec l'équipe de France entre 1948 et 1950. Il est classé no 6 français en 1952. Il dispute son dernier tournoi de Wimbledon en 1953, avant de se tourner vers une carrière de journaliste. Il fonde la même année le titre de presse Tennis de France (cette même année son épouse est aussi championne de France en simple).
Capitaine de l'équipe de France de Coupe Davis en 1969, Philippe Chatrier prend une part essentielle dans l'unification en 1968 entre les mondes amateur et professionnel qui divisaient jusqu'alors le tennis, au niveau mondial. De 1968 à 1973, il est vice-président de la Fédération française de tennis (FFT). Sur cette lancée, il devient président de la FFT en 1973, puis président de la Fédération internationale de tennis en 1977. Sous son impulsion, le tennis se popularise, le nombre des licenciés français étant multiplié par six en deux décennies, dépassant même le cap du million. Il obtient la réintroduction du tennis au programme olympique dès 1981 (sport de démonstration en 1984, puis au programme depuis 1988). Il devient membre du Comité international olympique en 1988, contribuant activement au retour du tennis aux Jeux olympiques. Il quitte ses fonctions à la FIT en 1991, après quatorze années d'activité, puis à la FFT en 1993.
En 1992, il devient membre de l'International Tennis Hall of Fame.

### Famille
Son fils Jean-Philippe Chatrier (1954-2010), interprète le fils de Jean-Paul Belmondo dans Itinéraire d'un enfant gâté, sorti en 1988. Il a un second fils William, né en 1956 également de son union en 1953 avec Susan Partridge (en), joueuse anglaise de tennis.
Son petit-fils, Norman Chatrier (connu sous le pseudonyme Gen1us), est devenu un compétiteur de jeux-vidéo reconnu, notamment sur les jeux de combat avant de devenir animateur sur la chaîne Game One. Il était également présentateur sur la Web TV LeStream.

## Hommages
Le 25 mai 2001, le court central du stade Roland-Garros reconstruit est baptisé court Philippe-Chatrier.
Le 15 septembre 2020, pour les vingt ans de la disparition de Philippe Chatrier, un livre hommage est publié. Rédigé par Marie-France Chatrier et Frédéric Houssay l'ouvrage est commercialisé au profit de la Fondation Philippe-Chatrier, qui agit en faveur de la recherche sur la maladie d'Alzheimer dont Philippe Chatrier souffrait les dernières années de sa vie.